# Wispa
Wispa (рус. Виспа) — бренд шоколадных батончиков компании «Cadbury» (ныне принадлежит Mondelēz), популярный по всему миру. Появился в 1981 году и был снят с производства в 2003 году из-за малого спроса. В 2007 году выпуск возобновился в Великобритании. 
Продавался и широко рекламировался, в числе прочего, c 1990-х по середину 2000-х годов в постсоветской России — в виде батончиков и плиток шоколада.

## Виды батончика
Виды Wispa:

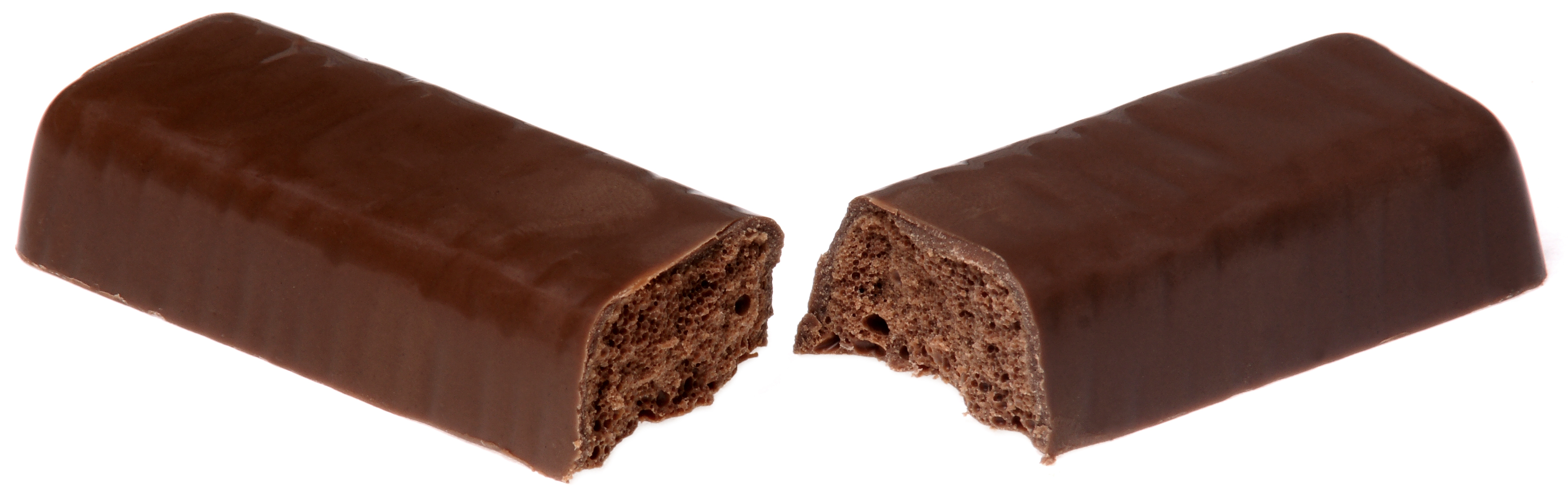
Батончик в разрезе

- Wispa — самый популярный вид, представлял собой шоколадный батончик (пористый шоколад в шоколадной глазури);
- Wispa Bar — плитка шоколада с разными начинками (например, пористый шоколад и белый, а также была начинка «Орех»);
- Wispa Фундук — шоколадный батончик с фундуком.
- Wispa Mint — комбинирование с освежающей, оригинальной мятной прослойкой.
- Wispa Gold — нежный молочный шоколад с большим количеством тягучей карамели[10][11];
- Wispaccino — яркий кофейный наполнитель;
- Wispa Bite — сочетание бисквита со сладкой карамелью